# 任奫灿

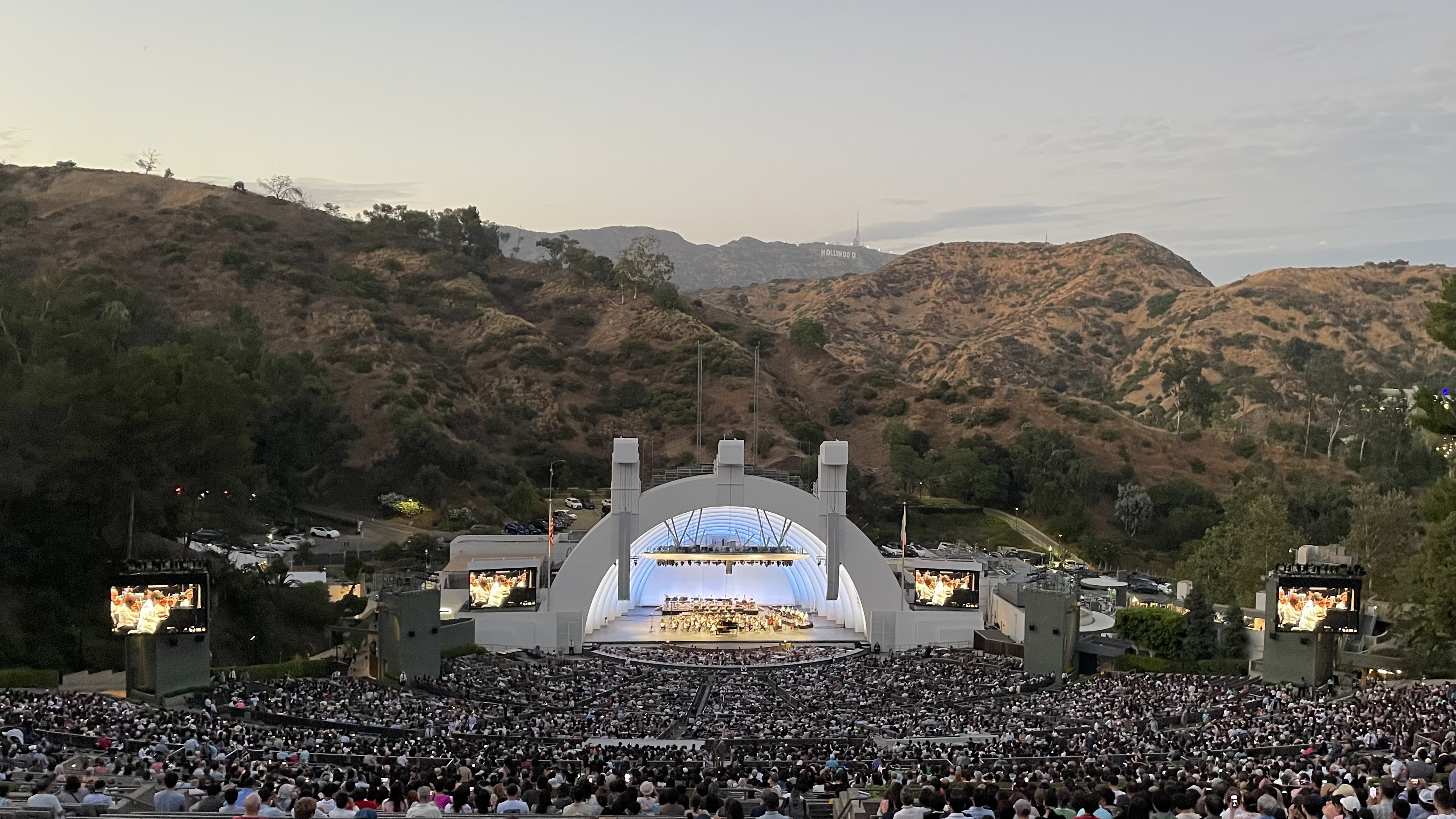
任奫灿与洛杉矶爱乐乐团的好莱坞露天剧场音乐会

任奫灿（韩语：／，2004年3月20日—），韩国钢琴家，在18歲時獲得2022年第16届美国范·克莱本国际钢琴比赛金奖，成為该奖项目前最年轻的获奖者。

## 生平
2004年，任奫灿出生于韩国京畿道始兴市，7岁开始学钢琴。16岁时，他考入韩国艺术综合学校，师从孙珉秀（Minsoo Sohn）。2018年，他在克利夫兰国际钢琴比赛（Cleveland International Piano Competition）中获得二等奖。同年，他作为最年轻的参赛选手参加了奥伯林音乐学院主办的托马斯-库博杯国际比赛（Thomas & Evon Cooper International Competition），获三等奖。2019年，年仅15岁的他摘得尹伊桑国际音乐比赛头奖，成为获得该奖项最年轻的钢琴家。
2022年6月，任奫灿在美国范·克莱本国际钢琴比赛获得第一名，成为获得该奖项最年轻的钢琴家。他在决赛中演奏拉赫玛尼诺夫第三钢琴协奏曲的视频在YouTube上8个月内观看人次超过了一千万。成名后，他开始在世界各地巡回演出。2023年9月，他随导师孙珉秀转学至美国新英格兰音乐学院。同年，他入选福布斯亚洲版30位30岁以下精英榜。同年10月，他签约迪卡唱片。2024年4月19日，他发行了首张个人专辑Chopin: Études。该专辑获英国古典音乐杂志《留声机》颁发的2024年留声机奖和法国《音叉》杂志颁发的“年度金音叉奖”。

## 获奖与荣誉
- 2018年，克利夫兰国际钢琴比赛二等奖[2][6]
- 2018年，托马斯-库博杯国际比赛三等奖[7]
- 2019年，尹伊桑国际音乐比赛（英语：Isang Yun Competition）一等奖[2]
- 2022年，范·克莱本国际钢琴比赛一等奖[8]
- 2023年，福布斯亚洲30位30岁以下精英榜[10]
- 2024年，英国留声机奖和法国“年度金音叉奖”[12][13]